# 內田正練

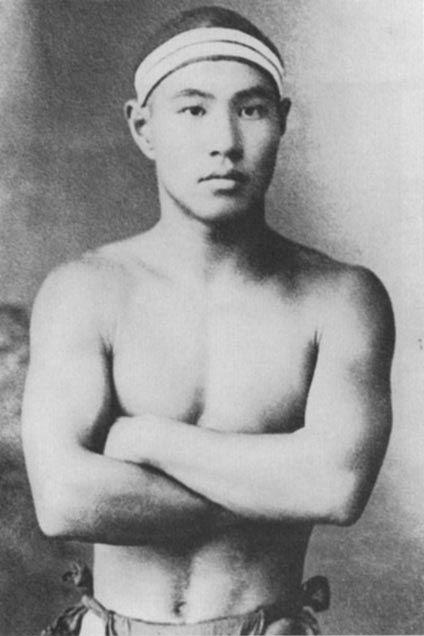
內田正練

內田正練（1898年1月7日—1945年2月14日）曾是一位日本游泳运动员，曾在1920年夏季奥林匹克运动会上参与两项游泳项目以及跳水项目。二战期间他被派往新幾內亞。由於日軍在新幾內亞戰役中戰況不利，他被迫與日本軍一同撤退。1945年2月14日，內田正練因為營養不良在萨米的山區去世。